# Kwaśne winogrona
Kwaśne winogrona (ang. Sour Grapes) – amerykański film komediowy z 1998 roku oparty na scenariuszu i reżyserii Larry'ego Davida. Wyprodukowana przez Columbia Pictures.
Premiera filmu miała miejsce 17 kwietnia 1998 roku w Stanach Zjednoczonych.

## Opis fabuły
Richie (Craig Bierko), jego kuzyn Evan (Steven Weber) i ich przyjaciółki spędzają weekend w Atlantic City. W kasynie Richie wrzuca do automatu ostatnią ćwierćdolarówkę, a Evan daje mu jeszcze dwie. Richie pociąga za rączkę automatu i chwilę później pojawiają się trzy winogrona, a wraz z nimi wygrana w wysokości 436 000 dolarów.

## Obsada
- Steven Weber jako Evan Maxwell
- Craig Bierko jako Richie Maxwell
- Viola Harris jako Selma Maxwell
- Karen Sillas jako Joan
- Robyn Peterman jako Roberta
- Matt Keeslar jako Danny Pepper
- Jennifer Leigh Warren jako Millie
- Orlando Jones jako Digby
- John Toles-Bey jako Lee
- Deidre Lovejoy jako pielęgniarka Wells
- Richard Gant jako detektyw Crouch
- Philip Baker Hall jako pan Bell
- Kristin Davis jako Riggs

i inni